# Karl von Köstlin (Jurist)

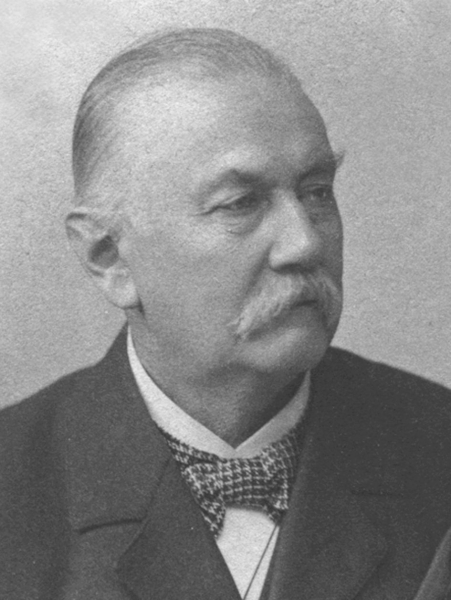
Karl von Köstlin

Karl Köstlin, ab 1882 von Köstlin, (* 15. Mai 1827 in Stuttgart; † 22. Mai 1909 ebenda) war ein deutscher Jurist und Gründungsdirektor des Zellengefängnisses Heilbronn.

## Leben und Wirken
Der Sohn des württembergischen Staatsrates August Friedrich von Köstlin und der Wilhelmine Mayer, Schwester des Dichterjuristen Karl Mayer und des Landschaftsmalers Louis Mayer, absolvierte nach seiner Schulzeit ein Studium der Rechtswissenschaften in Tübingen und Heidelberg. Seit 1845 war er Mitglied der Burschenschaft Germania Tübingen. Im Jahr 1855 trat er eine Stelle als Gerichtsaktuar in Waldsee und ein Jahr später in Waiblingen an. Nachdem Köstlin bereits ab 1860 in Heilbronn dem Vorstand des Frauenarbeitshauses angehörte, bekleidete er ab 1868 das Amt des Kreisrichters in dieser Stadt und wurde 1871 als Kreisgerichtsrat nach Ellwangen an der Jagst versetzt. Schließlich berief man ihn 1873 zum Direktor des Zellengefängnisses Heilbronn, an dessen Gründung Köstlin zuvor maßgeblich mitgewirkt hatte. Während seiner Amtszeit galt Köstlin, der als Student selbst durch die Ideale der Deutschen Revolution von 1848/49 geprägt worden war, als Vorreiter eines humanen Strafvollzugs und setzte sich im Besonderen für die bei ihm einsitzenden politischen Gefangenen wie beispielsweise Ludwig Pfau ein.
Für seine vielfältigen Verdienste wurde Köstlin 1882 mit dem Ritterkreuz des Ordens der Württembergischen Krone ausgezeichnet, womit der persönliche Adel verbunden war. Im Rahmen seiner Pensionierung im Jahr 1896 erhielt er das Ehrenkreuz dieses Ordens.
Wie viele Angehörige der in Württemberg weit verbreiteten Familie Köstlin unterstützte auch Karl von Köstlin neben seinen dienstlichen Verpflichtungen auf vielfältiger Art und Weise das kulturelle Leben in Heilbronn. So gehörte er unter anderem im Jahr 1879 zu den Gründungsmitgliedern des Kunstvereins Heilbronn und war in diesem auch langjähriges Vorstandsmitglied. Ferner war er Mitglied in der Heilbronner Gräßle-Gesellschaft, einer elitären Diskussionsrunde, sowie im Freundeskreis des im Haus Fleiner Straße 1 ansässigen Liebhaber-Theaters Heilbronn.
Karl von Köstlin war verheiratet mit Anna Friederike Luise Scholl (1836–1922) aus Lauterburg, mit der er mehrere Kinder hatte, darunter den späteren Staatsschauspieler am Berliner Schillertheater, Reinhold Köstlin (1876–1967).